# Aesiocopa
Aesiocopa is een geslacht van vlinders in de onderfamilie Tortricinae van de familie bladrollers (Tortricidae). De wetenschappelijke naam van het geslacht is voor het eerst geldig gepubliceerd in 1877 door Philipp Christoph Zeller.
De typesoort is Tortrix vacivana Zeller, 1877

## Soorten
- Aesiocopa grandis Brown, 2014
- Aesiocopa necrofolia Brown & Phillips, 2014
- Aesiocopa vacivana Zeller, 1877